# Triodopsis soelneri
Triodopsis soelneri är en snäckart som först beskrevs av J. B. Henderson 1907.  Triodopsis soelneri ingår i släktet Triodopsis och familjen Polygyridae. Inga underarter finns listade i Catalogue of Life.